# Caborredondo (Burgos)
Caborredondo es una localidad del municipio español de Galbarros, provincia de Burgos (comunidad autónoma de Castilla y León).

## Historia

### Descripción en el Diccionario Madoz
Así se describe a Caborredondo en el tomo V del Diccionario geográfico-estadístico-histórico de España y sus posesiones de Ultramar, obra impulsada por Pascual Madoz a mediados del siglo XIX:

CABO-REDONDO: villa con ayuntamiento de la merindad de Bureba, en la provincia, audiencia territorial, capitanía general y diócesis de Burgos (4 ½ leguas), partido judicial de Briviesca (2 ½); Situada en un valle, formado por dos montes que la dominan por N y S; con clima sano, sin que se conozcan otras enfermedades especiales que las tercianas; tiene 11 casas de un solo piso; la consistorial que sirvió de granero para los diezmos, y ahora de escuela de instrucción primaria, común a ambos sexos, bajo la dirección de un maestro dotado con 11 fanegas de trigo; y una iglesia parroquial (el Patrocinio de Nuestra Señora), matriz de la de Galbarros, servida por un cura y un sacristán; hay un cementerio muy reducido, y contigua a las casas, una fuente de buenas aguas, que utilizan los vecinos para beber y demás usos domésticos; no tiene pilón ni más caño que una piedra en figura de teja, y de su vertiente se forma un pequeño arroyuelo en el que así como en un manantial que brota también fuera del pueblo, abrevan los ganados; confina el término N Galbarros (1/2 legua); E Reinoso (5/4); S Santa Olalla de Bureba y Monasterio de Rodilla (1 legua), y O Ahedo (3/4); el terreno participa de monte pedregoso y llano; el primero lo forman los dos cerros de que se ha hecho mérito, de los cuales el del S enlaza con la Brújula y montes de Oca, y el del N sigue formando cordillera hasta el Santuario de Santa Casilda y pueblo de Salinillas; y el llano se compone de parte del valle y la vega; todo él es de inferior calidad, y comprende dos pequeños trozos de bosque poblado de encina, que proveen de combustible al vecindario. Caminos: los locales, de herradura. Correo: se recibe de la administración de Briviesca. Producciones: trigo, cebada, avena y algunas legumbres; cría ganado lanar, vacuno y yeguar, caza de perdices, liebres, y en su tiempo codornices. Industria: la agrícola y un molino harinero, que solo muele dos meses y medio al año, impulsado por un pequeño arroyuelo de curso interrumpido que pasa por el valle. Población: 7 vecinos, 27 almas. Capital productivo: 221.720 reales. Imponible: 21.057. Contribución: 460 reales y 15 maravedíes. Presupuesto municipal: 150 reales, se cubre con los fondos de propios y el déficit por reparto vecinal.
Diccionario geográfico-estadístico-histórico de España y sus posesiones de Ultramar